# 314

## Esdeveniments
- Constantinoble: Aprofitant l'absència de Licini I, Maximí Daia ocupa la ciutat i captura Heraclea.
- 30 d'abril - Heraclea (Pont): Licini I derrota Maximí Daia en una batalla prop de la ciutat.
- 8 d'octubre - Cibales (Pannònia): Constantí I el Gran derrota Licini I i acorden una pau molt favorable al primer.
- 31 de gener - Roma: Silvestre I és escollit papa, succeint Melquíades I.
- Jerusalem (Palestina): Macari I és nomenat bisbe de la ciutat.
- 1 d'agost - Arle (Gàl·lia Narbonesa): Se celebra a la ciutat un Concili per condemnar els donatistes.
- Ancira (Galàcia): Se celebra a la ciutat un concili cristià.
- Neocesarea (Pont): Se celebra a la ciutat un concili cristià.
- Cabira (Pont): Se celebra a la ciutat un concili cristià.

## Naixements
- Latòpolis (Tebaida): Sant Teodor de Tabenna, abat. (m. 367)
- Antioquia (Síria): Libani, sofista i retòric grec. (m. 391)

## Necrològiques
- 2 de gener - Roma: Melquíades I, papa.
- Tars (Cilícia): Maximí Daia, emperador romà, probablement enverinat.